# Manal asz-Szarif
Manal asz-Szarif (ar. منال الشريف) (ur. 25 kwietnia 1979 w Arabii Saudyjskiej) – saudyjska działaczka na rzecz równouprawnienia kobiet.
Jest specjalistką w branży komputerowej i zajmuje się systemami zabezpieczeń w firmie Saudi Aramco. Zaangażowała się w kampanię społeczną na terenie Arabii Saudyjskiej, której celem jest protest przeciw obowiązującemu w tym państwie prawu, zabraniającemu kobietom posiadanie prawa jazdy oraz posiadanie i prowadzenia przez kobiety samochodu. Sunniccy duchowni, którzy posiadają wpływ w Arabii Saudyjskiej na stanowione tam prawo, głoszą pogląd, że zezwolenie kobietom na prowadzenie samochodów wywoła niebezpieczne sytuacje, a ich wmieszanie się w męską społeczność kierowców spowoduje zamęt i niepokoje społeczne. Karą za złamanie tego zakazu jest w Arabii Saudyjskiej publiczna chłosta.
Los działaczki zainteresował światową opinię publiczną po aresztowanie jej 21 maja 2011, gdy prowadziła samochód w towarzystwie brata, Muhammada asz-Szarifa. Bezpośrednim pretekstem do aresztowania stało się sfilmowanie jej przez jej przyjaciółkę, Wadżihę al-Huwajdir, podczas prowadzenia samochodu i opublikowanie tego filmu w YouTube. Po tym wydarzeniu w jej obronie wystąpiła Amnesty International. Na skutek protestów światowej opinii publicznej Manal asz-Szarif zwolniono z więzienia.
W styczniu 2012 rozpowszechniono w Arabii Saudyjskiej informację o rzekomej śmierci Manal asz-Szarif w wypadku samochodu prowadzonego przez inną kobietę, jednak brytyjskie czasopismo The Guardian opublikowało sprostowanie, że ofiary tego wypadku nie były związane z osobą działaczki.